# Juan Marinello Vidaurreta
Juan Marinello Vidaurreta (Jicotea, Las Villas, Cuba, 2 de noviembre de 1898 - La Habana, Cuba, 27 de marzo de 1977) fue un senador, abogado, intelectual, escritor y político comunista cubano. Este poeta y ensayista cubano fue una de las figuras intelectuales más relevantes de la cultura de la isla.

## Síntesis biográfica
Nació en el poblado de Jicotea, Las Villas, Cuba, el 2 de noviembre de 1898. De padre español y madre cubana.
Marchó de niño a España y cursó estudios en Villafranca del Panadés (Cataluña), tierra de su padre, hasta los dieciséis años, en que la familia regresó a Cuba. Estudió primero en la importante ciudad de Santa Clara. Años después, realizó sus estudios superiores en la Universidad de La Habana. Se tituló doctor en Derecho Civil, doctor en Derecho Público, y en Filosofía y Letras. Posteriormente, volvió a España con una beca para doctorarse en la Universidad Central de Madrid, en España.
Muy amigo del destacado intelectual cubano Dr. Jorge Mañach durante la juventud de ambos, en años posteriores se distanciaron irremediablemente, por cuestiones políticas. Esto ocurrió porque, durante la década de 1930, Marinello se vinculó al Partido Comunista de Cuba y posteriormente se afilió a él, mientras que Mañach, de origen aristocrático, siempre fue anticomunista.
Fundó, junto a Rubén Martínez Villena, la revista Venezuela Libre, al tiempo que iniciaba una intensa actividad política, claramente antiimperialista, que le llevó al exilio en varias ocasiones. También participó en la fundación del Instituto Hispano Cubano de Cultura (1926) y de la revista Avance (1927), año este último en el que publicó Liberación, su mejor libro de poemas.
Exiliado en México, Juan Marinello entabló amistad con el muralista David Alfaro Siqueiros y también ejerció de profesor universitario además de colaborar en distintas publicaciones políticamente comprometidas con la izquierda. Volvió a la isla tras la caída de la dictadura de Gerardo Machado, aunque pronto fue nuevamente separado de su cátedra por figurar como director del diario proletario La Palabra, fundado por el Partido Comunista de Cuba. De nuevo en México (1936-1937), escribió polémicos artículos a propósito de la guerra civil española.
Junto a Nicolás Guillén, Marinello viajó a España en 1937 para asistir en Madrid y Valencia al Congreso de Escritores por la Defensa de la Cultura. Su actividad política le tuvo permanentemente ocupado desde entonces, pese a que nunca desatendió sus labores periodísticas y ensayísticas ni el ejercicio de la docencia mientras pudo. Durante la presidencia de Fulgencio Batista (1940-1944) fue nombrado ministro sin cartera. Fue senador (1944-1948) y vicepresidente del Senado cubano (1946) por el Partido Socialista Popular (comunista). Fue candidato a las Elecciones presidenciales de Cuba de 1948 por el Partido Socialista Popular. Encarcelado en varias ocasiones bajo la dictadura de Fulgencio Batista (1952-1959), tras el triunfo de la Revolución cubana liderada por Fidel Castro y el Che Guevara fue nombrado rector de la Universidad de La Habana (1962), y desde allí impulsó la Reforma Universitaria.

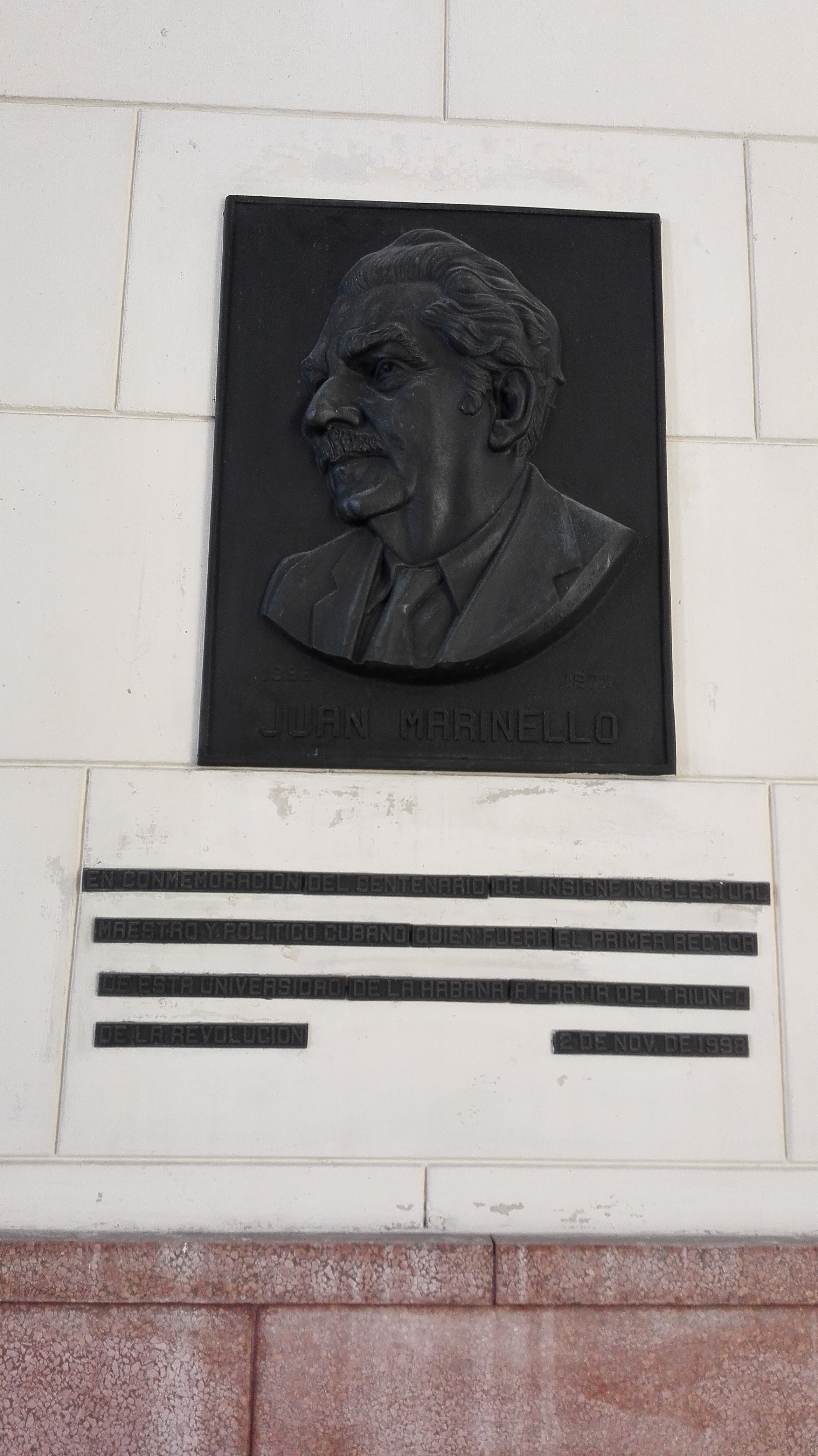
Monumento en la Universidad de La Habana

Colaboró en distintas publicaciones literarias, tanto de la isla como del extranjero (Unión Soviética, Francia, Costa Rica, Venezuela, México, Estados Unidos, entre otros) y ocupó diversos cargos como representante de su país ante la UNESCO. Especializado en la obra y el periodismo de José Martí, dejó sobre "el apóstol" páginas que se consideran definitivas: Actualidad de Martí. Maestro de unidad (1942), José Martí, escritor americano: Martí y Modernismo (1961), Once ensayos martianos (1965) o Poesía mayor de Martí (1973), entre otros estudios y conferencias.
Poeta políticamente comprometido y antiimperialista, Juan Marinello concibió no obstante poemas de alta trascendencia metafísica. En cuanto a su obra ensayística, además de sus estudios martinianos, cabe destacar Juventud y vejez (1928), Americanismo y cubanismo literario (1932), Momento español (1939), Sobre la inquietud cubana y Picasso sin tiempo (1942) o Contemporáneos (1965).
Desempeñó importantes cargos en el gobierno socialista cubano. Fue miembro del Comité Central del Partido hasta su fallecimiento, por causas naturales, el 27 de marzo de 1977, a los 78 años de edad.